# Cornelis Hop

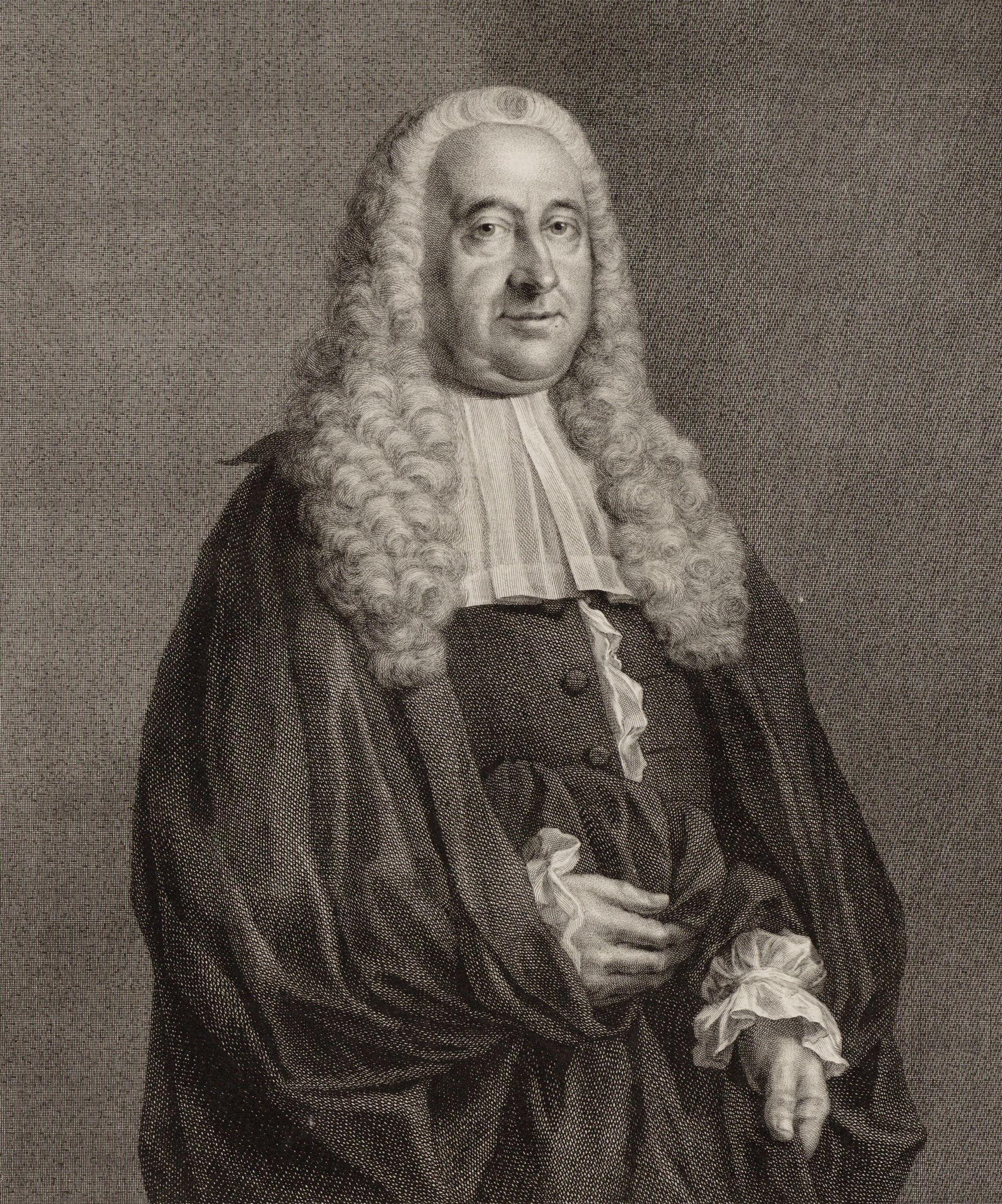
Cornelis Hop (1759)

Cornelis Hop (Amsterdam, 3 juni 1685 – aldaar, 14 juli 1762) was een 18de-eeuws Amsterdams bestuurder en Nederlands diplomaat.
Hij was de oudste zoon van Jacob Hop en groeide op in een pand, tegenwoordig Museum Willet-Holthuysen. De familie Hop behoorde in de zeventiende en achttiende eeuw tot de bestuurlijke elite van de Republiek, met name in de diplomatie vervulde de familie een belangrijke rol. Cornelis ondernam in 1711 een reis door Duitsland, met een uitstapje naar Denemarken, waarvan een verslag bewaard gebleven is.
Cornelis werd burgemeester van Amsterdam en benoemd als bewindhebber van de VOC en van de West-Indische Compagnie van 1716-1753. Al op jonge leeftijd werd hij uitgezonden als ambassadeur in Parijs 1718-1725. Hij en Sicco van Goslinga waren buitengewoon gezant naar het Congres van Soissons, waar uitstaande Europese diplomatieke kwesties (zoals de status van de Gibraltar) werden besproken.
Daarnaast was hij directeur van de Sociëteit van Suriname van 1734 - 1758; afgevaardigde naar de Raad van State 1733-1735 en lid van de gecommitteerde raden van het Zuiderkwartier, 1738-1740, 1744-1746. Hij woonde in de Nieuwe Doelenstraat, in een pand dat hij in 1736 liet verbouwen; vervolgens in de Gouden Bocht en aan de Keizersgracht.